# Школа № 1321 «Ковчег»
Школа № 1321 «Ковче́г» — государственная средняя общеобразовательная школа в Юго-Восточном административном округе города Москвы. В школе реализуется программа обучения и социальной интеграции детей-инвалидов вместе с их здоровыми сверстниками.

## История
Школа № 1321 была открыта в 1990 году благодаря усилиям специалистов Центра лечебной педагогики и родителей детей, посещающих его занятия. В 1991 году директором школы «Ковчег» стала А. М. Ленартович. Своё название школа получила от европейской общественной организации «Ковчег», оказывающей помощь людям с ограниченными возможностями. Изначально классы школы состояли из десяти человек, среди которых был один ребёнок с проблемами развития. Позднее в школу стали принимать детей с достаточно серьёзными заболеваниями: аутизм, шизофрения, синдром Дауна, ДЦП, нарушение слуха. В 1996 году при поддержке Комитета образования Москвы и префектуры Юго-Восточного округа школа получила новое здание. Школа также располагает участком земли в Тверской области, где устроен летний лагерь.

## Школа сегодня
Целью школы № 1321 «Ковчег» является образование и социальная адаптация детей независимо от уровня их психофизического развития. У детей воспитывается человечность и терпимость. К ученикам применяется индивидуальный подход в обучении.
В школе есть общеобразовательные классы наполняемостью до 20 человек и классы коррекционно-развивающего обучения. Дети с нарушениями опорно-двигательного аппарата обучаются на дому.
Большое внимание уделяется занятиям музыкой и танцами. Школа проводит занятия иппотерапией. В школе есть туристический клуб, который организует различные походы.
Имеются керамическая, кукольная, ткацкая и художественная мастерские. В школе находится музей, в котором представлены творческие работы учеников. Совместно с французской кондитерской фирмой «Волконский-Кейзер» в школе был организован учебный центр «Ковчег-Волконский», в котором учащиеся старших классов начинают осваивать профессию кондитера. В дальнейшем предусмотрено их трудоустройство на предприятиях фирмы «Волконский-Кейзер».
В школе издаётся собственные журнал и газета.